# Aurélien Scholl
Aurélien Scholl, född den 13 juli 1833 i Bordeaux, död den 16 april 1902 i Paris, var en fransk journalist och författare.
Scholl började som mycket ung att skriva i tidningarna, medarbetade i "Corsaire", "Paris", "Mousquetaire’’, "L’illustration" samt uppsatte "Satan" 1855 och flera av dessa kvicka småtidningar, som var så omtyckta mot slutet av andra kejsardömet: "Le nain jaune", "Le lorgnon", "Le jockey" med flera. År 1872 inträdde han i "L'événement", var en kortare tid huvudredaktör för "Voltaire" och "Echo de Paris". Hans bitande utfall skaffade honom många fiender och dueller på halsen, och han var länge en av Paris mest kända personligheter. 
Han skrev även teaterpjäser och romaner. Bland de förra kan nämnas Jaloux du passé (1861), La question d'amour (1864), Les chaines de fleurs (1866), Le nid des autres (1877), L'amant de sa femme (1890) och La danseuse de corde (1892). Dessutom skrev han många sedeskildringar ur Parislivet, som Lettres à mon domestique (1854), Denise (1857), Les amours de théâtre (1863), Scènes et mensonges parisiens (1863), Les gens tarés (1864), Les nouveaux mystères de Paris (1867), Les amours de cinq minutes (1875), Les scandales du jour (1878), Fleurs d'adultère (1880), L'orgie parisienne (1882), Memoirs du trottoir(samma år), Fruits défendus (1885), L'esprit du boulevard (1886), Les fables de la Fontaine (samma år), Paris en caleçon (1887), Fans au cent coups (1888), Reines de cœur (1890), L'amour appris sans maitre (1891), Les ingénues de Paris (1893), Tableaux vivants (1896) och L'amour d'une morte (1897).

## Skrifter
- Lettres à mon domestique, 1854.
- Les Esprits malades, 1855.
- Denise, historiette bourgeoise, poème (1857)
- Claude le borgne, 1859.
- Les Mauvais instincts, histoire d’un premier amour. L’Idiote. La Confession d’Œdipus. Denise, 1860). Réédité sous le titre Hélène Hermann, histoire d’un premier amour, 1866)
- Les Amours de théâtre, 1862.
- Scènes et mensonges parisiens, 1863.
- Les Gens tarés, 1865.
- Les Dames de Risquenville, 1865.
- Les Cris de paon, scandales du jour, satires de l’actualité (1866)
- Les Petits Secrets de la comédie, 1867.
- La Dame aux palmiers, 1873.
- Les Amours de cinq minutes, 1875.
- Les Scandales du jour, 1878)
- Mémoires du trottoir, 1882.
- L’Orgie parisienne, 1883)
- Fruits défendus, 1885.
- Le Roman de Follette, choix de nouvelles (1886.
- Les Fables de La Fontaine filtrées par Aurélien Scholl, 1886)
- Paris en caleçon, 1887.
- Paris aux cent coups, 1888)
- Les Ingénues de Paris, 1893.
- Une Chinoise, 1894)
- L’Amour d’une morte, 1897.
- Poivre et sel, 1901.

Teater

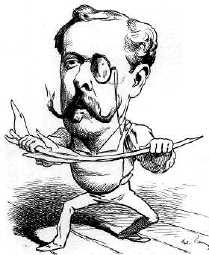
Aurélien Scholl, karikatyr av André Gill.

- Rosalinde, ou Ne jouez pas avec l'amour, comédie en 1 acte, avec Lambert-Thiboust, Paris, Théâtre du Gymnase, Mall:Date-
- Jaloux du passé, comédie en 1 acte, en prose, Paris, Théâtre de l'Odéon, 23 mars 1861
- Singuliers Effets de la foudre, comédie en 1 acte, avec Théodore de Langeac, Paris, Théâtre Déjazet, 1863
- La Question d'amour, comédie en 1 acte, avec Paul Bocage, Paris, Théâtre du Gymnase, 23 avril 1864
- Les Chaînes de fleurs, comédie en 1 acte, mêlée de chant, Paris, Théâtre des Variétés, 1866
- L'Hôtel des illusions, comédie-vaudeville en 1 acte, avec Oscar-Charles Flor (dit Flor O' Squarr), Paris, Théâtre Déjazet, 6 décembre 1868
- Le Repentir, comédie-drame en 1 acte, Paris, Théâtre de l'Odéon, 10 octobre 1876
- On demande une femme honnête, comédie en 1 acte, avec Victor Koning, Paris, Théâtre des Variétés, 8 décembre 1876
- Le Nid des autres, comédie en 3 actes, Paris, Théâtre de l'Odéon, 26 janvier 1878. Écrite en collaboration avec Armand d'Artois.
- L'Amant de sa femme, scènes de la vie parisienne en 1 acte, Paris, Théâtre-Libre, 26 novembre 1890
- Les Petits Papiers, comédie en 1 acte, Théâtre de Dieppe, 12 juillet 1896